# Bing
Microsoft Bing és un motor de cerca de Microsoft. El servei té els seus orígens en els anteriors motors de cerca de Microsoft: MSN Search, Windows Live Search i Live Search. Bing ofereix una varietat de serveis, entre els quals es troba la cerca de webs, vídeos, imatges i mapes interactius. Empra el llenguatge de programació ASP.NET i segueix els principis de disseny Modern UI.
A finals del 2012 ja ocupava una quota de mercat del 16,3%, molt per darrere de Google però 4 punts per sobre de Yahoo!.
Bing, el substitut de Microsoft per a Live Search, va ser presentat per l'exdirector executiu de Microsoft, Steve Ballmer, el 28 de maig de 2009, a la conferència "All Things Digital" a San Diego (Califòrnia) per al seu llançament el 3 de juny de 2009. Entre les novetats més destacades en aquell moment figurava el llistat de suggeriments de cerca. Alhora, s'introdueixen les consultes i una llista de cerques relacionades (anomenada «Panell d'exploració») basant-se en la tecnologia semàntica de Powerset, que Microsoft va adquirir el 2008.
Al juliol de 2009, Microsoft i Yahoo! van anunciar un acord pel qual Bing potenciaria Yahoo! Search. Yahoo! va finalitzar la transició el 2012.
L'octubre del 2011, Microsoft va declarar que estava treballant en una nova infraestructura interna de cerca per oferir resultats de cerca més ràpids i lleugerament més rellevants per als usuaris. Coneguda com a Tiger, la nova tecnologia de servei d'índexs s'havia incorporat a Bing a nivell global des d'agost d'aquell any. El maig del 2012, Microsoft va anunciar un altre redisseny del motor de cerca que incloïa una «barra lateral», una funció social que busca a les xarxes socials dels usuaris informació rellevant per a la consulta de cerca.

## Bing Chat
Bing Chat (també conegut com Bing AI) és el nom registrat d'un chatbot d'intel·ligència artificial (IA) desenvolupat per Microsoft i llançat el 2023. Està construït sobre el Large Language Model (LLM) fundacional GPT-4 d'OpenAI que s'ha afinat una mica utilitzant tant tècniques d'aprenentatge supervisat com de reforç. Bing AI pot servir com a eina de xat; escriure diferents tipus de contingut, des de poemes fins a cançons passant per contes i reportatges; proporcionar-vos informació i coneixements sobre el lloc web actualment obert al navegador; i utilitzar el seu creador d'imatges per dissenyar un logotip, un dibuix, una obra d'art o una altra imatge basada en text. Bing AI està ampliant Image Creator en tots els idiomes. Bing AI desplaça cada cerca i resposta successives a la pàgina, una interfície que sembla heretar l'estil de ChatGPT. El nou Bing utilitza la tecnologia ChatGPT per entendre preguntes i generar respostes, però el nou Bing Chat també pot citar les seves fonts. Aquesta és una característica important, ja que la incapacitat dels models de llenguatge com ChatGPT per descriure d'on prové la seva informació els fa menys fiables. A diferència d'altres IA de xat conegudes (com ChatGPT i Bard), no requereix registrar-se (tot i que no mentre s'utilitza navegació privada), però només funciona amb Microsoft Edge mitjançant una pàgina web dedicada o internament mitjançant la barra lateral del navegador.

## Història
Anteriorment el motor de cerca de Microsoft va ser denominat amb noms diferents com Live Search, Windows Live Search i MSN Search en diferents èpoques. Bing va ser presentat oficialment el 28 de maig del 2009 i va ser posat en línia el 3 de juny del 2009 amb una versió preliminar. A continuació et volem mostrar el procés de la seva transformació:
MSN Search
El primer cercador web de Microsoft va ser MSN Search, que en aquell moment comptava amb un motor de cerca, índex i rastrejador web. Aquest primer cercador va ser llançat en l'any 1998, utilitzant els resultats de recerques de Inktomi i a principis de 1999 es va actualitzar la versió per mostrar llista de resultats. L'any 2005 es va llançar la versió definitiva, però sempre utilitzava els motors de recerques de tercers per competir amb el mercat de cerques.
Windows Live Search
El segon motor de Microsoft va ser denominat Windows Live Search, el cercador web va ser desvetllat el 8 de març del 2006 a la versió beta o prova. La versió final es va donar a conèixer l'11 de setembre del 2006. Aquest cercador oferia fer cerques més específiques a través de fitxes que incloïa Windows Live Search com notícies, imatges, música, escriptori, local i l'enciclopèdia anomenada Encarta.
Live Search
El 21 de març del 2007, Microsoft decideix separar els serveis de Windows Live i canvia el nom el servei de recerques com Live Search. Després del reanomenament van venir molts canvis com reorganitzacions i consolidacions d'ofertes de cerca de Microsoft. No obstant això, tot i els diferents reorganitzacions realitzada en aquest cercador, Microsoft es va adonar que hi havia un problema amb la marca.
El problema amb la marca consistia en la paraula "Live" perquè no els ajudava a identificar-se com un cercador. És per això que el 3 de juny de 2009, Microsoft va reemplaçar oficialment a Live Search per Bing.
D'altra banda, al juliol de 2009, Microsoft i Yahoo van anunciar que havien signat un contracte de 10 anys, on assenyalaven que el motor de cerca de Yahoo, Yahoo Search, podria ser substituït per Bing. D'acord amb el contracte Yahoo aconseguirà el 88% dels ingressos que s'obtinguin de les vendes d'anuncis en el lloc de cerca en els primers 5 anys.
Canvi de marca a Bing
Microsoft va reconèixer que hi havia un problema amb la marca mentre la paraula Live romangués en el nom. Per crear una nova identitat per a serveis de cerca de Microsoft, Live Search oficialment va ser reemplaçat per Bing el 3 de juny de 2009.
El nom de Bing es va triar a través de grups de discussió i Microsoft va decidir que el nom era memorable, curt i fàcil de lletrejar, i que funcionaria bé com a URL a tot el món. La paraula recordaria a la gent el so produït durant "el moment del descobriment i la presa de decisions". Microsoft va ser assistida per la consultoria de branding Interbrand en la cerca del millor nom per al nou motor de cerca.
El nom també té una gran similitud amb la paraula bingo, que es fa servir per indicar que s'ha trobat alguna cosa buscada, com quan es guanya el joc Bingo. L'estrateg de publicitat de Microsoft, David Webster, va proposar originalment el nom «Bang» per les mateixes raons per les quals finalment es va triar el nom Bing (fàcil de lletrejar, d'una síl·laba i fàcil de recordar). Va assenyalar: «És aquí, és un signe d'exclamació […] És allò oposat a un signe d'interrogació». En última instància, no es va triar aquest nom perquè no es podia utilitzar correctament com a verb en el context d'una cerca a Internet; Webster va comentar: «Oh, 'M'ho vaig colpejar' és molt diferent de 'M'ho vaig atrapar' («Oh, 'I banged it' is very different than 'I binged it'»).
Qi Lu, President de Microsoft Online Services, també va anunciar que el nom oficial xinès de Bing és bì yìng (en xinès tradicional, 必應; en xinès simplificat, 必应), que significa literalment «molt determinat a respondre» o «molt determinats per respondre a» en xinès.
Mentre que els empleats de Microsoft ho estaven provant internament, el nom clau de Bing va ser Kumo (くも), que procedia de la paraula japonesa aranya, (蜘蛛; くも, kumo) així com núvol (雲; くも, kumo), referint-se a la manera com els motors de cerca «Araña» Internet recursos per afegir-los a la base de dades, així com al concepte cloud computing.

Problemes legals de la marca
BongoBing, una marca de la Laptop Company, Inc. va publicar el 31 de juliol de 2009 un comunicat de premsa afirmant que desafiava la sol·licitud de marca de Bing perquè Bing està causant confusió al mercat entre BongoBing i Bing ja que tots dos fan cerques de productes en línia: «BongoBingTM to Challenge Microsoft's Bing Trademark Application». El judici de marques i la Junta d'apel·lació (TTAB) van emetre una ordre de concessió de l'extensió per impugnar Bing. L'empresa TeraByte Unlimited, que té un producte anomenat BootIt Next Generation (abreujat a BING) també es va queixar del nom del cercador.

Aliança amb Yahoo
El 29 de juliol del 2009, Microsoft i Yahoo! van anunciar que havien fet un tracte de 10 anys en què el motor de cerca de Yahoo! podria ser substituït per Bing. «Mitjançant aquest acord amb Yahoo, crearem més innovació a la recerca, el millor valor per a anunciants i elecció del consumidor real en un mercat dominat actualment per una sola companyia», va dir Steve Ballmer. "Jo crec que estableix les bases per a una nova era de la innovació d'Internet i el desenvolupament", va afirmar Carol Bartz, executiva de Yahoo. Per aquest acord Yahoo obtindria el 88% dels ingressos que s'obtinguin per vendes d'anuncis de cerca al seu lloc pels primers cinc anys d'operació, i tindrien dret a vendre anuncis en alguns llocs de Microsoft. A causa d'aquest acord, el 8 de juliol de 2013 el lloc AltaVista va desaparèixer de la xarxa, lloc el qual fou comprat per Yahoo! el 2003 i que passaria a utilitzar el motor d'aquest darrer a partir del 2004.

Tecnologia OpenAI
A principis del 2023, Microsoft va anunciar que Bing integraria a l'ús d'intel·ligència artificial, utilitzant tecnologia desenvolupada en conjunt amb la companyia OpenAI. El febrer de 2023 vam començar a veure les primeres mostres de com el cercador potenciat per IA queda integrat a la seva nova secció «xat» i com dona una resposta de forma directa a algunes consultes als resultats principals. A causa d'aquests canvis, el cercador ha viscut el seu major augment en rellevància de les darreres 2 dècades. En les primeres 48 hores, més d'un milió d'usuaris s'havien registrat.
El nou Bing també està disponible a l'experiència de xat, que es troba a la part superior dels resultats de la cerca. El 14 de març de 2023 Microsoft va anunciar que el Nou Bing està usant una versió modificada de GPT-4.
Des de mitjans de març del 2023, Bing afegeix l'opció de crear imatges. Això ho fa amb la tecnologia d'Open AI anomenada Dall-e.

## Característiques
Interfície del cercador
- El motor de cerca presenta una imatge de fons que sempre canvia. En la seva majoria són imatges de llocs reconeguts al món.

- El panell de navegació o panell d'exploració està situat al costat esquerre. Inclou navegació i, en les pàgines de resultats, relacionades amb recerques i recerques anteriors, donant-li major dinamisme.

- Al lateral dret es pot visualitzar els resultats estesos amb la vista prèvia i la seva respectiva llista d'URL pertinents o importants del tema que estàs buscant. En alguns resultats de recerques es pot visualitzar els subenlaces.

Vídeos i imatges
- La recerca de vídeo es donarà amb la configuració ajustable de longitud, mida de pantalla, resolució i de font.

- Els vídeos en miniatura vistos en vistes prèvies, es pot fer que iniciïn automàticament la seva reproducció amb només passar sobre la miniatura.

- La pàgina de resultats de la recerca d'imatges es visualitzarà amb desplaçament continu amb valors ajustables de mida, disseny, color, estil i persones.

Immediatesa
- Per explicar millor parlarem de respostes immediates; és a dir què tan ràpid se'ns lliura la informació que estem buscant. Per exemple per a les següents categories com:

- Esports: El cercador mostrarà directament resultats d'un dia específic, puntuacions recents d'una lliga o puntuacions i estadístiques sobre equips o jugadors.

- Finances: Si especifiques un nom d'empresa o símbol de valor. O en tot cas tots dos en estoc o cometa al quadre de cerca es mostrarà la informació amb relació a l'estoc, preu, volum i entre altres dades. I si l'usuari desitja pot inscriure.

Resultats de recerques
- El cercador ajuda a identificar els resultats de cerca més rellevants perquè compta amb funcions com Best Match (El millor resultat).

- Podràs visualitzar els recursos o informacions que et donarà un lloc amb els Deep Links, en llaços interns o més detallats.

- Web Groups (grups web), que agrupa els resultats de manera intuïtiva tant en el panell d'exploració com en els resultats reals

- A la pàgina de resultats de recerca de Bing, també es troben recerques relacionades o afins (Related Searches)

Integració de Bing amb Hotmai

## Productes de cerca
| Serveis      | Descripció | Lloc web                 |
| ------------ | --- | ------------------------ |
| Translator   | Bing Translator permet als usuaris traduir textos o tota les pàgines web en diferents idiomes. | microsofttranslator.com/ |
| Imatges      | Bing Imatges permet a l'usuari buscar ràpidament i per mostrar més rellevants de fotos i imatges d'interès. La característica de desplaçament infinita permet navegar ràpidament per un gran nombre d'imatges. Els filtres d'avanç permet refinació resultats de cerca en termes de propietats com la mida d'imatge, relació d'aspecte, color o blanc i negre, fotos o il·lustració i reconeixement dels trets facials.                               | bing.com/images          |
| Notícies     | Bing Notícies és un agregador de notícies i ofereix notícies resultats rellevants a la consulta de cerca des d'una àmplia gamma de notícies en línia i serveis d'informació. | bing.com/news            |
| Health       | Bing Health millora la cerques de salut utilitzant conceptes mèdics relacionats per obtenir informació de salut pertinents i permetre als usuaris navegar temes mèdics complexos amb els resultats de l'article en línia d'experts. Aquesta característica es basa en l'adquisició de Medstory. | bing.com/health          |
| Shopping     | Bing Shopping permet als usuaris buscar des d'una àmplia gamma de proveïdors en línia i mercaderia de comercialitzador per a tota mena de productes i mercaderies. Aquest servei també s'integra amb Bing Cashback diners d'oferta en espera per certs compres realitzades a través de la web. Aquesta característica es basa en l'adquisició de Jellyfish.com.                                                                                       | bing.com/Shopping        |
| Travel       | Bing Travel busca passatge aeri i hotel reserves en línia i prediu quan és el millor moment de comprar-los. Aquesta característica es basa en l'adquisició de Farecast. | bing.com/travel          |
| xRank        | Bing xRank permet als usuaris per buscar celebritats, polítics, músics i blocaires, llegir biografies curtes i notícies sobre ells i un seguiment de les seves tendències o classificacions de popularitat. | bing.com/xRank           |
| Vídeos       | Bing Videos permet a l'usuari buscar ràpidament i veure vídeos en línia de llocs web diferents. La característica de vista prèvia intel·ligent permet a l'usuari veure instantàniament una curta de vista prèvia d'un vídeo original. Bing Vídeos també permeten als usuaris tenir accés al contingut editorial de vídeo des MSN Video. | bing.com/videos          |
| Local        | Bing Local busca llistats d'empreses locals amb detalls de negocis i les revisions, permetent als usuaris prendre decisions més informades. | bing.com/local           |
| Maps         | Bing Maps permet a l'usuari buscar les empreses, adreces, llocs i noms de carrers a tot el món i podrà seleccionar des d'una vista d'estil-full de ruta, una vista de satèl·lit o un híbrid dels dos. També disponible són imatges de "bird's-eye" per a moltes ciutats arreu del món i mapes 3D, que inclouen navegació virtual 3D i terrenys d'edificis a 3D i a escala. Per als usuaris Business estarà disponible com "Bing mapes per a empresa". | bing.com/maps            |
| Cerca visual | Cerca visual permet als usuaris refinar les seves consultes de cerca per obtenir resultats estructurats a través de galeries d'imatges de dades-agrupació similar a "grans catàlegs en línia". | bing.com/visualsearch    |
| Twitter      | Bing Twitter permeten als usuaris cercar i recuperar informació en temps real des del servei de Twitter. Bing Twitter també proporciona "millor coincidència" i "llegendes social" de funcionalitats que dona prioritat a resultats basats en la pertinència i contextos. Només resultats de recerca de fonts públiques dels darrers 7 dies es mostraran en Bing Twitter.                                                                             | bing.com/twitter         |
| Referència   | Bing Referència semànticament indexa contingut de Wikipedia i els mostra en una vista millorada dins de Bing. També permeten als usuaris a les consultes de cerca d'entrada que s'assembla a preguntes completes i posa en relleu la resposta dins dels resultats de cerca. Aquesta característica es basa en l'adquisició de Powerset. | bing.com/reference       |